# آنابل لاپروویدنس
آنابل لاپروویدنس (فرانسوی: Annabelle Laprovidence‎؛ زادهٔ ۳۱ اوت ۱۹۹۲) جودوکار زن دسته + ۷۵ کیلوگرم اهل موریس است که در بازی‌های کشورهای همسود و مسابقات قهرمانی جودوی آفریقا در مجموع برندهٔ ۲ مدال برنز شده‌است.